# حیدرلی (گول‌باشی)
حیدرلی (به ترکی استانبولی: Haydarlı) یک منطقهٔ مسکونی در ترکیه است که در گول‌باشی واقع شده‌است.